# Veritas (biltillverkare)

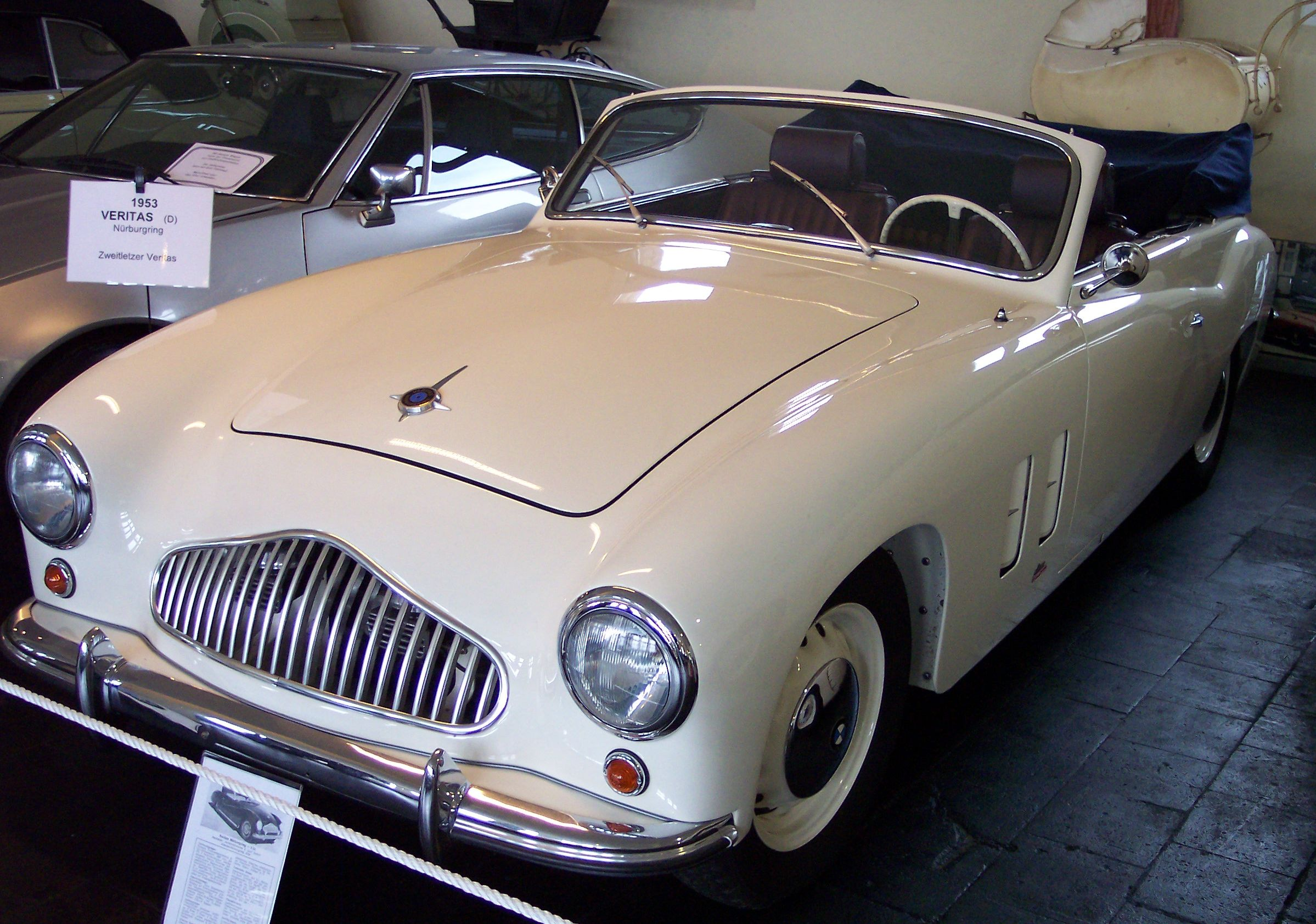
Veritas Nürburgring 1953

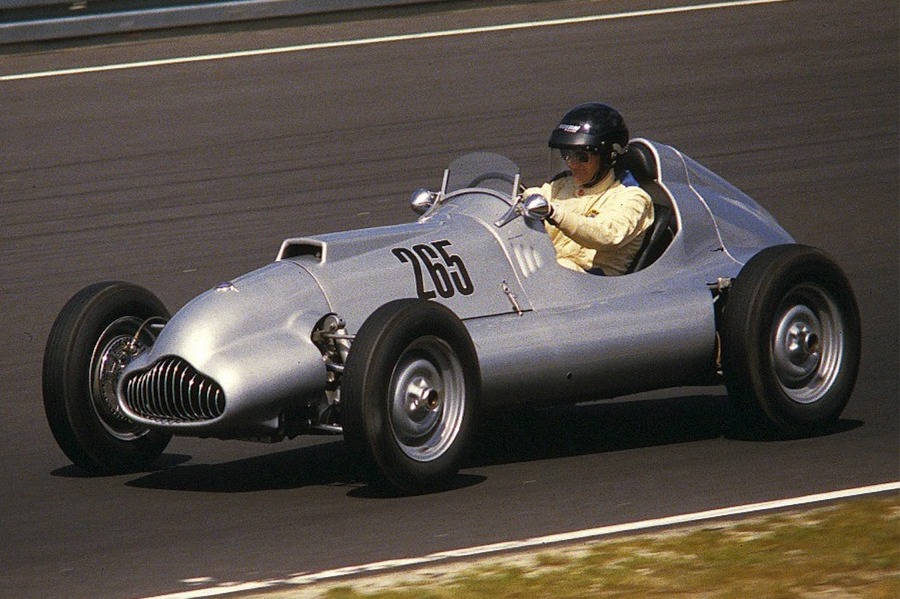
Veritas Meteor F2 1953

Veritas var en västtysk biltillverkare som byggde racer- och sportbilar mellan 1947 och 1953. Idag finns en modern tillverkare som bygger sportbilar under samma namn.

## Historik
De tidigare BMW-medarbetarna Schorsch Meier, Lorenz Dietrich och Ernst Loof bestämde sig efter andra världskriget för att bygga racerbilar utifrån BMW 328. Senare tillkom Werner Miethe. 1947 stod sportvagnen Veritas RS klar och 1948 följde formelbilen Veritas Meteor. 
Veritas byggde även sportbilar. Den första serien var baserad på företagets tävlingsbilar. Senare kom en serie mindre bilar baserade på Dyna Panhard. Ekonomiska problem gjorde att företaget lades 1953.

## Formel 1
1951-1953 tillverkade Veritas formelbilar och dito motorer åt privata formel 1-stall. Tillverkaren tävlade i eget namn i Tysklands Grand Prix 1953.

## Veritas RS III

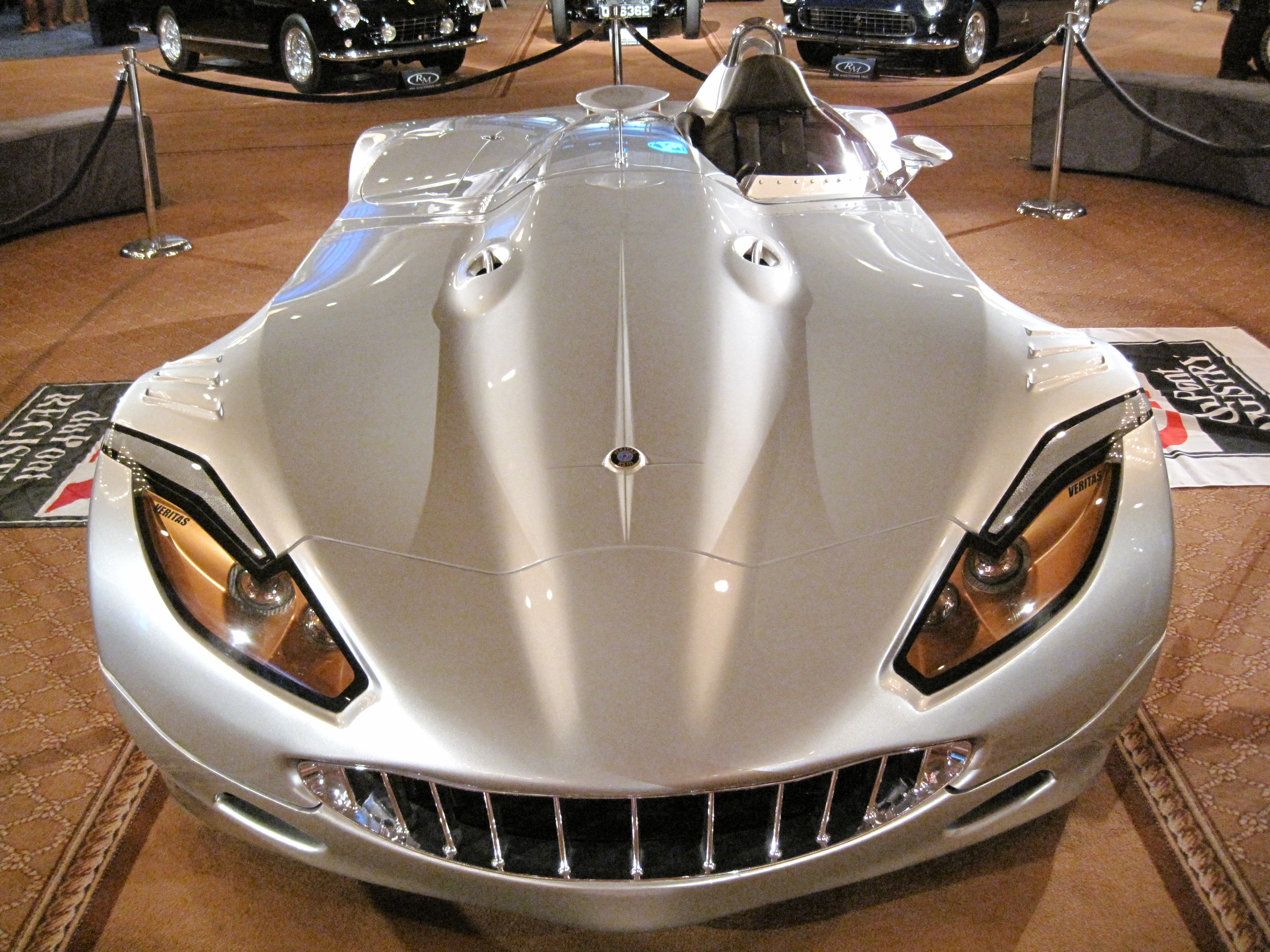
Veritas RS III 2009

### F1-säsonger
| Säsong | Tävlingsnamn | Bil            | Motor          | Poäng | Förare 1   |
| ------ | ------------ | -------------- | -------------- | ----- | ---------- |
| 1953   | Veritas      | Veritas Meteor | Veritas 2.0 L6 | 0     | Ernst Loof |

### Andra stall
| Stall               | Säsong | Konstruktör | Antal lopp |
| ------------------- | ------ | ----------- | ---------- |
| Peter Hirt          | 1951   | Veritas     | 1          |
| Arthur Legat        | 1952   | Veritas     | 1          |
| Arthur Legat        | 1953   | Veritas     | 1          |
| Theo Helfrich       | 1952   | Veritas     | 1          |
| Theo Helfrich       | 1953   | Veritas     | 1          |
| Toni Ulmen          | 1952   | Veritas     | 2          |
| Fritz Riess         | 1952   | Veritas     | 1          |
| Adolf Brudes        | 1952   | Veritas     | 1          |
| Hans Klenk          | 1952   | Veritas     | 1          |
| Josef Peters        | 1952   | Veritas     | 1          |
| Motor-Presse-Verlag | 1952   | Veritas     | 1          |
| Wolfgang Seidel     | 1953   | Veritas     | 1          |
| Willi Heeks         | 1953   | Veritas     | 1          |
| Oswald Karch        | 1953   | Veritas     | 1          |
| Hans Herrmann       | 1953   | Veritas     | 1          |
| Erwin Bauer         | 1953   | Veritas     | 1          |